# Akwa Ibom
Akwa Ibom é um estado da Nigéria. Está situado no litoral sudeste do país, entre as latitudes 4º321 e 5°331 Norte, e longitudes 7°251 º e 8°251 Oeste. O Estado é delimitado a leste por Cross River, a oeste por Rivers e Abia, e ao sul pelo Oceano Atlântico.
Akwa Ibom é um dos 36 estados da Nigéria, com uma população de mais de 5 milhões de pessoas e cerca de 10 milhões de pessoas em diaspora. Foi criado em 1987 do antigo estado Cross River e é uma das principais áreas produtoras de petróleo no país. A capital do estado é Uyo, a casa de mais de 500.000 pessoas e um centro acadêmico proeminente Universidade de Uyo. Akwa Ibom tem dois grandes portos marítimos no Oceano Atlântico com uma proposta de construção de um de classe mundial porto Ibaka. Juntamente com o Inglês, as principais línguas faladas são:  ibibio, anangue, orom, Ibeno, e equete.

## Divisões administrativas
Akwa Ibom é dividido em 31 Áreas de Governo Local:
- Abak
- Eastern-Obolo
- Equete
- Esit-Eket
- Essien Udim
- Etim-Ekpo
- Etinan
- Ibeno
- Ibesikpo-Asutan
- Ibiono-Ibom
- Ika
- Ikono
- Ikot Abasi
- Ikot Ekpene
- Ini
- Itu
- Mbo
- Mkpat-Enin
- Nsit-Atai
- Nsit-Ibom
- Nsit-Ubium
- Obot-Akara
- Okobo
- Onna
- Oron
- Oruk Anam
- Ukanafun
- Udung-Uko
- Uruan
- Urue-Offong/Oruko
- Uyo